# Le Minihic-sur-Rance

Le Minihic-sur-Rance este o comună în departamentul Ille-et-Vilaine, Franța. În 1 ianuarie 2022 avea o populație de 1.499 de locuitori.